# Lydbrook
Lydbrook è un villaggio e parrocchia civile dell'Inghilterra, appartenente alla contea del Gloucestershire.
Comprende i distretti di Lower Lydbrook, Upper Lydbrook, Joys Green e Worrall Hill.

## Storia

### Storia antica
L'area che comprende l'attuale villaggio di Lydbrook è stata abitata fin da tempi lontani. Manufatti ritrovati ad Hangerberry e Eastbach, nella parte sudovest della parrocchia, e a Lower Lydbrook testimoniano la presenza di attività umane fin dal mesolitico. Utensili in selce dai terreni circostanti confermano che l'area è stata occupata e coltivata per più di 4.000 anni.
La zona fu un centro di allevamento e coltivazioni durante il periodo romano, come si evince dalla presenza di una masseria in legno lungo Proberts Barn Lane, a Lower Lydbrook e datata intorno al I secolo d.C. Un edificio successivo con pareti in pietra era ancora abitato nel IV secolo.
Tracce di una pavimentazione di epoca romana sono state trovate ad Hangerberry. Una strada partiva da Ruardean attraversando Lower Lydbrook, seguendo il corso del fiume Wye fino a English Bicknor. Un'altra antica via di comunicazione esisteva tra Joys Green e English Bicknor passando per Bell Hill. Tracce di strada romana si trovano anche tra Worrall Hill a Edge End. Questi tracciati seguivano precedenti sentieri preistorici. Nel 1881 una gran quantità di monete romane fu trovata a Lower Lydbrook. Recenti scavi archeologici a Lydbrook e nei suoi dintorni hanno permesso di recuperare altre monete di quel periodo, insieme a manufatti di epoca sia precedente che successiva.

### La ferrovia
Nel 1803 una prima linea trasporto su vagoni, la Mr Teague’s Railway, raggiunse la valle del Wye a Lydbrook. Nel 1809 una seconda linea venne costruita da Perch Enclosure a Lydbrook, usata essenzialmente per il trasporto del carbone, ebbe vita breve venendo abbandonata nel 1815. Negli anni Settanta del XIX secolo, la società Severn and Wye Railway con base a Lydney realizzò una linea più moderna. Nel 1872 venne costruito un viadotto, il Lower Lydbrook Viaduct, dove la Lydbrook Valley incontra la valle del Wye. Fu aperto al traffico il 26 agosto 1874, ma il servizio di trasporto dei passeggeri cessò nel 1929 e quello delle merci nel 1951. Il viadotto venne smantellato nel 1966.